# Cyclopentaan
Cyclopentaan is een alicyclische koolwaterstof die bestaat uit een ring van vijf koolstofatomen, met als brutoformule C5H10. Het is een kleurloze vloeistof die licht ontvlambaar (het vlampunt ligt bij −51 °C) is.
Van cyclopentaan komen twee symmetrische conformaties voor: de envelop- en de twistconformatie.

## Synthese
Hoewel het in de natuur voorkomt, kan cyclopentaan ook synthetisch bereid worden. De meest gebruikte methode hiertoe is de katalytische reforming van 2-methylbutaan, met platina als katalysator.

## Voorkomen
Vijfringen komen vaak voor in natuurproducten. Zo bijvoorbeeld in bepaalde insecticiden, aromaverbindingen en in prostaglandinen. Ook komen ze voor in de steroïden, in combinatie met drie cyclohexaanringen. Cyclopentaan wordt - zoals vele alkanen en cycloalkanen - aangetroffen in aardolie.

## Toepassingen
Cyclopentaan wordt onder meer aangewend als oplosmiddel in de organische chemie. Sedert de jaren 90 van de 20e eeuw wordt het ook aangewend als blaasmiddel bij de industriële productie van polyurethaan. Dit wordt onder meer gebruikt voor de isolerende bekleding van koelkasten en diepvriezers. Cyclopentaan is geen ozonafbrekende stof, in tegenstelling tot vroeger gebruikte blaasmiddelen zoals CFC-11 (trichloorfluormethaan).